# Ireneusz Wójcicki
Ireneusz „Messalina” Wójcicki (ur. 8 kwietnia 1963 we Wrocławiu, zm. 26 listopada 2011 w Warszawie) – polski piosenkarz, wykonawca szant, autor piosenek o tematyce morskiej i turystycznej, animator ruchu szantowego w Polsce, członek zespołu EKT Gdynia.

## Życiorys
Od urodzenia związany z rodzinnym Wrocławiem, przez kilka lat mieszkał w Katowicach, gdzie studiował dziennikarstwo i nauki polityczne na Uniwersytecie Śląskim. W 1987 roku, za pośrednictwem Leszka Wydry, trafił do nowo powstałego zespołu EKT Gdynia, gdzie pełnił funkcję drugiego wokalisty i grał również na tamburynie. Brał udział we wszystkich sesjach nagraniowych i trasach koncertowych zespołu, zdobył z nim również właściwie wszystkie liczące się wyróżnienia na festiwalach szantowych w całym kraju. W ciągu lat napisane przez niego piosenki, takie jak „Po co mi to było”, „Życzenia powrotu” czy „Niepoprawny gość”, na stałe weszły do repertuaru kapeli oraz śpiewników szantowych. Po przeprowadzce, w 2004 roku, do Łodzi, równolegle z działalnością w EKT, zaczął występować również, wspólnie z Jackiem Fimiakiem, Krzysztofem Kowalewskim i Januszem Nastarowiczem w zespole Na Razie.
W 2006 roku zdiagnozowano u niego złośliwy nowotwór skóry, wykluczający go na kilka miesięcy z życia artystycznego. Jesienią tegoż roku odbyła się seria koncertów w największych miastach Polski (Warszawa, Łódź, Wrocław) połączonych ze zbiórką pieniędzy na leczenie artysty. Początek roku 2007 przyniósł, po kilku miesiącach pobytów w szpitalach, powrót „Messola” na scenę.
Był żonaty, miał dwóch synów: Michała i Franciszka.
Pseudonim „Messalina” (lub „Messol”) pochodzi z czasów studenckich: kabaret, w którym występował Irek Wójcicki odgrywać miał sceny z życia cesarza Klaudiusza. W zespole brakowało odpowiedniej do tej roli aktorki, wyzwania podjął się więc posiadający długie włosy Irek, czym wzbudził entuzjastyczną reakcję publiczności.
Zmarł 26 listopada 2011 roku w szpitalu w Warszawie. Został pochowany na Starym Cmentarzu w Łodzi.